# Barzona
La barzona est une race bovine originaire des États-Unis d'Amérique. Le nom est une contraction de Bard et Arizona.

## Origine
C'est une race récente créée en 1942 sur le ranch de M. Bard, à partir d'afrikaner, hereford, santa Gertrudis et angus. La proportion de chacune des races est à peu près équivalente. Le but était de créer une race capable de produire plus de viande avec le même nombre d'animaux sur une zone aride aux fourrages grossiers.
Le croisement a débuté par l'achat de taureaux afrikaner utilisé sur des femelles hereford.

## Morphologie
Elle porte une robe unie rouge allant de l'acajou sombre presque noir au fauve blond. La majorité étant rouge. La race présente des individus avec ou sans cornes. 
Elle est de taille moyenne. Les taureaux pèsent de 700 à 800 kg et les vaches de 600 à 650 kg.

## Aptitudes
La barzona est une race créée exclusivement pour la production de viande. Elle donne des animaux aux carcasses bien conformées et à la viande persillée et savoureuse.
Elle est reconnue pour ses grandes qualités de résistance dans un climat rude :
- Bonnes jambes et sabots pour la marche vers les points d'eau et pâturages ;
- Bonne efficacité à transformer un fourrage médiocre. Sur des zones pauvres, elle donne un rendement en viande à l'hectare intéressant ;
- Bonne résistance au manque d'eau, abreuvage une seule fois par jour, et à la chaleur (faible taux de cancer et de maladies oculaires) ;
- Bonne résistance aux maladies véhiculées par les insectes en zone chaude (tiques, moustiques...) ;
- Aptitude à vivre en plein air intégral sans intervention humaine majeure ;
- Facilité de vêlage (jeunes de petite taille) et bonne fertilité (un veau par an) ;
- Rapide prise de poids des veaux (lait de la mère abondant et génétique performante) ;
- Les génisses sont de bonnes mères en croisement avec des taureaux de race plus performantes (limousine, angus ou hereford) ;
- Elle est bien adaptée à l'élevage extensif pour la production de veaux. Ces derniers, croisés ou pure race, seront ensuite vendus pour engraissement dans des « feed lots ».